# Pandanus satabiei
Pandanus satabiei är en enhjärtbladig växtart som beskrevs av Huynh. Pandanus satabiei ingår i släktet Pandanus och familjen Pandanaceae.
Artens utbredningsområde är Kamerun. Inga underarter finns listade.